# Saryjesyk Atyrau
Saryjesyk Atyrau (Sary Iszykotrau; kaz.: Сарыесік Атырау; ros.: Сарыесик-Атырау, Saryjesik-Atyrau) – pustynia piaszczysta we wschodnim Kazachstanie. Zajmuje największą, centralną część Kotliny Bałchasko-Ałakolskiej, między rzeką Ili na zachodzie, jeziorem Bałchasz na północy, rzeką Karatał na wschodzie i mniejszą pustynią Mojynkum na południu. Liczne jeziorka i tereny trawiaste.